# Amblyopone agostii
Amblyopone agostii é uma espécie de formiga do gênero Amblyopone.